# Cyrtolobus togatus
Cyrtolobus togatus är en insektsart som beskrevs av Robert E. Woodruff. Cyrtolobus togatus ingår i släktet Cyrtolobus och familjen hornstritar. Inga underarter finns listade i Catalogue of Life.